# Pucciniales
De Pucciniales (oude naam: Uredinales) vormen een orde van schimmels (Fungi) uit de klasse van roesten (Urediniomycetes, Pucciniomycetes).
Pucciniales leven als parasiet op vaatplanten. Veel soorten hebben twee soorten waardplanten nodig om hun levenscyclus te voltooien. De Pucciniales behoren tot de meest gevreesde schimmels in de landbouw vanwege de schade die ze kunnen veroorzaken bij gewassen. De orde bestaat uit 8 onderordes, 24 families, meer dan 100 geslachten en ruim 7000 soorten.

## Taxonomie
De indeling van de Pucciniales is als volgt:
Orde: Pucciniales
- Onderorde: Araucariomycetineae
  - Familie Araucariomycetaceae (1)
- Onderorde: Melampsorineae
  - Familie Coleosporiaceae (6)
  - Familie Cronartiaceae (3)
  - Familie Melampsoraceae (1)
  - Familie Milesinaceae (4)
  - Familie Pucciniastraceae (11)
- Onderorde: Mikronegeriineae
  - Familie Zaghouaniaceae
- Onderorde: Raveneliineae
  - Familie Chaconiaceae (9)
  - Familie Ochropsoraceae (3)
  - Familie Phakopsoraceae (19)
  - Familie Raveneliaceae (29)
  - Familie Tranzscheliaceae (1)
  - Familie Uropyxidaceae (15)
- Onderorde: Rogerpetersoniineae
  - Familie Rogerpetersoniaceae (1)
- Onderorde: Skierkineae
  - Familie Skierkaceae
- Onderorde: Pucciniineae
  - Familie Pucciniosiraceae
- Onderorde: Uredinineae
  - Familie Crossopsoraceae (1)
  - Familie Gymnosporangiaceae (2)
  - Familie Pileolariaceae (5)
  - Familie Pucciniaceae (20)
  - Familie Phragmidiaceae (14)
  - Familie Sphaerophragmiaceae (4)
- (incertae sedis): 
  - Familie Uncolaceae (2)
  - Geslacht Aecidiconium
  - Geslacht Aecidiolum
  - Geslacht Aecidium
  - Geslacht Alveolaria
  - Geslacht Caetea
  - Geslacht Crossopsorella
  - Geslacht Desmella
  - Geslacht Desmosorus
  - Geslacht Edythea
  - Geslacht Flaminia
  - Geslacht Gambleola
  - Geslacht Hiratsukaia
  - Geslacht Intrapes
  - Geslacht Mehtamyces
  - Geslacht Neopuccinia
  - Geslacht Phragmotelium
  - Geslacht Puccorchidium
  - Geslacht Schroeteriaster
  - Geslacht Sphenorchidium
  - Geslacht Uraecium